# Śnięty Mikołaj 2
Śnięty Mikołaj 2 (ang. The Santa Clause 2, 2002) – amerykański film familijny, komediowy, fantasy. Sequel filmu Śnięty Mikołaj z 1994 roku.

## Obsada
- Tim Allen – Święty Mikołaj / Scott Calvin / Święty Ktoś
- Elizabeth Mitchell – Dyrektor Carol Newman
- David Krumholtz – Elf Bernard
- Eric Lloyd – Charlie Calvin
- Judge Reinhold – Dr Neil Miller
- Wendy Crewson – Laura Miller
- Spencer Breslin – Curtis, eksperymentalny elf

i inni

## Wersja polska
Opracowanie i udźwiękowienie wersji polskiej: Studio Sonica

Reżyseria: Miriam Aleksandrowicz

Dialogi: Joanna Serafińska

Dźwięk i montaż: Zdzisław Zieliński

Kierownictwo muzyczne: Marek Klimczuk

Tekst piosenki: Marek Robaczewski

Organizacja produkcji: Elżbieta Kręciejewska

Wystąpili:
- Krzysztof Kołbasiuk – Scott
- Monika Kwiatkowska – Carol
- Jan Aleksandrowicz – Bernard
- Mariusz Oborski – Curtis
- Adam Pluciński – Charlie
- Monika Błachnio – Lucy
- Karina Szafrańska – Laura
- January Brunov – Neil
- Wiesław Michnikowski – Ojciec Czas
- Agata Gawrońska – Matka Natura
- Jacek Czyż – Wróż Zębowy
- Dariusz Odija – Śpioch
- Roman Szafrański – Królik
- Mieczysław Morański – Kupidyn
- Anna Malarz – Abby
- Anna Apostolakis – Tracy
- Kamila Galon – Danielle

oraz
- Krystyna Kozanecka
- Anna Sroka
- Ewa Wencel
- Jarosław Domin
- Tomasz Jarosz
- Kajetan Lewandowski
- Andrzej Nejman
- Marek Robaczewski
- Karolina Frączak
- Inga Janeczek
- Joanna Galon
- Julia Kręciejewska
- Grażyna Syta
- Sonia Szafrańska
- Aleksander Czyż
- Krzysztof Królak
- Marcin Łabno
- Mateusz Maksiak
- Jerzy Mazur
- Mikołaj Müller
- Julian Osławski
- Franciszek Rudziński
- Aleksander Stroganov

i inni
Piosenkę śpiewała: Anna Apostolakis